# Brachionopus leptopelmiformis
Brachionopus leptopelmiformis là một loài nhện trong họ Theraphosidae.
Loài này thuộc chi Brachionopus. Brachionopus leptopelmiformis được Embrik Strand miêu tả năm 1907.